# 케토-엔올 상호변이성
케토-엔올 상호변이성 또는 케토-엔올 토토메리현상(영어: keto–enol tautomerism) 또는 케토-엔올 호변 이성질화는 케톤 또는 알데하이드의 케토형(keto form)과 이중 결합을 가진 알코올인 엔올형(enol form) 사이의 화학 평형이다. 케토와 엔올은 서로에 대해 호변 이성질체라고 불린다. 이러한 두 형태 사이의 상호 변환은 알파 수소의 이동과 결합 전자의 이동을 포함한다. 따라서 이러한 이성질화를 호변 이성질화(tautomerism)라고 부른다.

## 반응 메커니즘
1. 산 촉매 엔올화(acid catalyzed enolization)
2. 염기 촉매 엔올화(base catalyzed enolization)